# Phygadeuon similis
Phygadeuon similis là một loài tò vò trong họ Ichneumonidae.